# Світле (Білолуцька селищна громада)
Сві́тле — село в Україні, у Білолуцькій селищній громаді Старобільського району Луганської області. Населення становить 169 осіб.